# Růže ze Saint-Flouru
Růže ze Saint-Flouru (ve francouzském originále La Rose de Saint-Flour) je opereta o jednom dějství francouzského skladatele Jacquese Offenbacha na libreto Michela Carrého a Charlese Nuittera (vl. jm. Charles-Louis-Étienne Truinet) z roku 1856. Její premiéra se konala 12. června 1856 v Offenbachově divadle Théâtre des Bouffes-Parisiens na jeho prvním působišti na Avenue des Champs-Élysées (salle Lacaze).

## Vznik a charakteristika
Divadlo Théâtre des Bouffes-Parisiens, založené Jacquesem Offenbachem v červenci roku 1855, využívalo nejprve výhodně umístěnou, ale malou a zejména pro zimní provoz nevhodnou budovu Salle Lacaze na Carré Marigny. Od prosince 1855 našlo reprezentativnější působiště v sále v pasáži Choiseul (kde sídlí dodnes), ale pro letní provoz byl Salle Lacaze pořád výhodnější. Jeho hlediště bylo zcela rekonstruováno a 12. června 1856 tam tedy divadlo zahájilo svou druhou sezónu. Pro tuto příležitost uvedlo nové dílo: operetu pro tři zpívající herce Růže ze Saint-Flouru. Podle listu Le Figaro autoři nejprve uvažovali o žánrovém označení „chaudronnerie musicale“, tj. „hudební kotlárna“, ale nakonec zvítězilo prosté „opérette“ – teprve druhé dílo, kterému Offenbach výslovně dal toto označení.
Tato opereta vlastně je – jak napsal po její premiéře list L'Illustration – „žánrový obrázek malovaný s takovým realismem, že by i pan Courbet záviděl“. Jejím dějištěm je malebné historické městečko Saint-Flour v dapertementu Cantal. Hlavním komickým prvkem operety je auvergneské nářečí postav. Hippolyte de Villemesant v Le Figaro psal, že jde o „auvergneský kus tak auvergneský, jak jen možná“ a že „je tak prošpikovaný různými fichtru a Catharina, že člověk máločemu rozumí“. Hvězdou inscenace byl (přes přítomnost Hortense Schneiderové) představitel kotláře Marcachua Étienne Pradeau, sám Auvergnan, jemuž byla role napsána na tělo. Režii prý měl režisér Opéry-Comique Louis Pallianti. Z hudebních kusů zaujala už předehra, pak zejména milostná romance Marcachua, která přes komický text podle Villemesanta „kdyby byla zpívána s vážným výrazem v rozměrném díle, stala by se senzací“, a auvergneské rondo Nous n’étions ni hommes ni femmes všech tří protagonistů, které si publikum zpívalo cestou z divadla.

## Inscenační historie

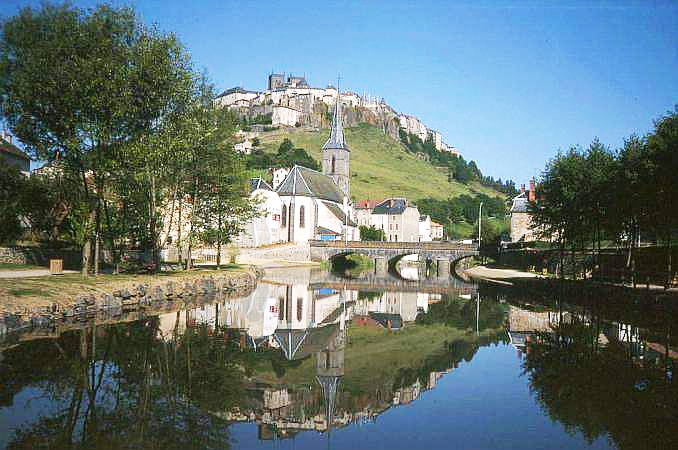
Saint-Flour, pohled or řeky Ander na kopec s katedrálou a biskupským palácem

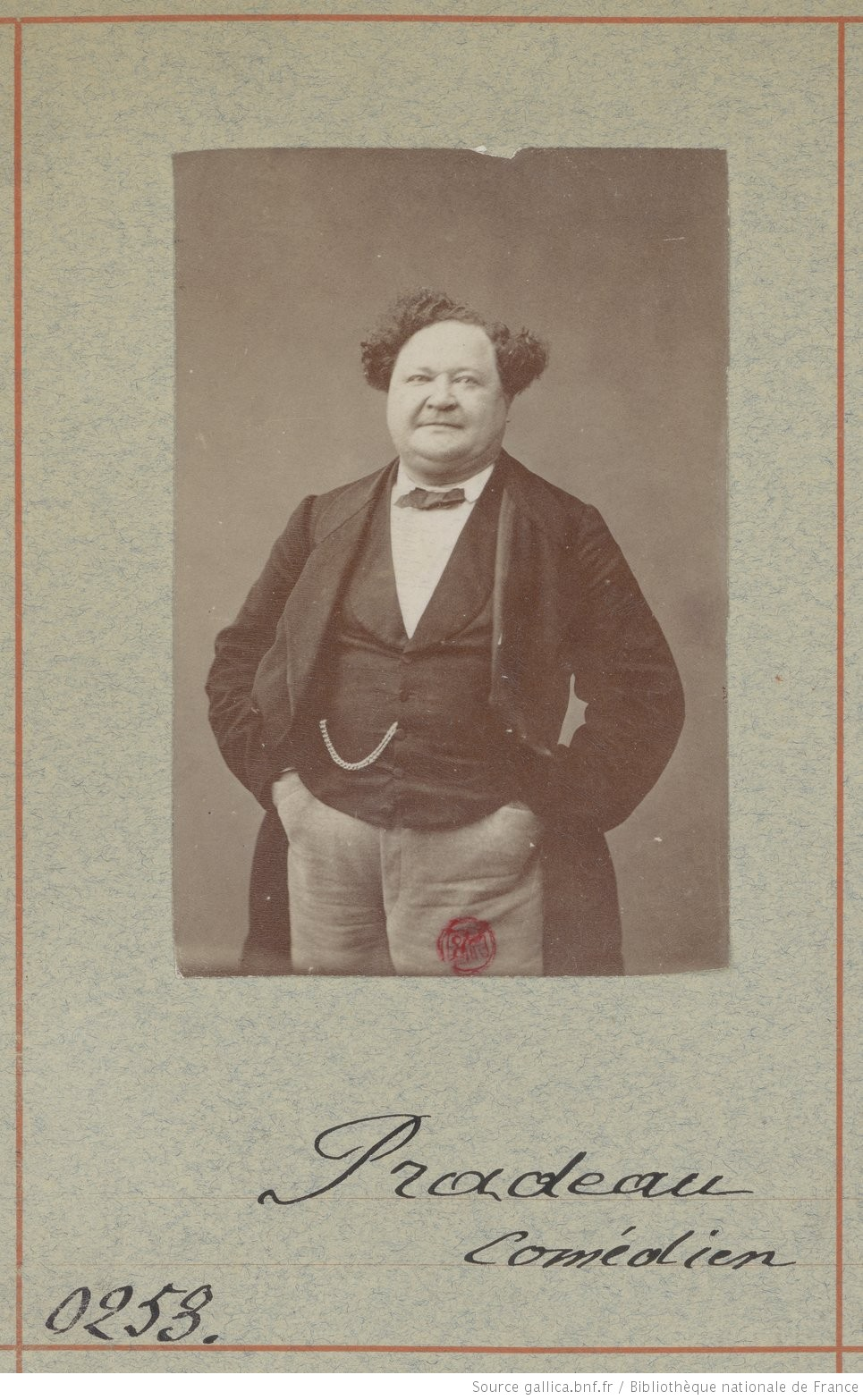
Étienne Pradeau, první Marcachou v Růži ze Saint-Flouru

Růže ze Saint-Flouru měla v Bouffes-Parisiens trvalý úspěch a hrála se i v řadě dalších sezón. Společnost ji uváděla i na svém prvním zahraničním turné v Londýně v létě roku 1857, poprvé 10. června v St. James's Theatre. Na zvláštní žádost ji tehdy zahráli i na soukromém představení pro sesazenou francouzskou královnu Amálii v domě orleánské rodiny v Twickenhamu u Londýna (Offenbach si pospíšil prostřednictvím svých známých ujistit vládu Napoleona III., že se z jeho strany nejedná o projev neloajality). V létě následujícího roku byla Růže ze Saint-Flouru na repertoáru první letní sezóny Bouffes-Parisiens v mondénních lázních Emži (Bad Ems). A v roce 1859 následovala první francouzskojazyčná inscenace mimo samotnou Francii, totiž v Théâtre de Vaudeville v Bruselu.
V Anglii byla Růže ze Saint-Flouru záhy předmětem místních adaptací. Zřejmě první z nich byla Pierrette, or The Village Rivals, kterou poprvé uvedla společnost Edwarda Fitzbulla 6. března 1858 v Hullu. Většího úspěchu dosáhla adaptace Charlese Furtada s názvem Too Many Cooks, kterou premiérovala 1. září 1864 v londýnském divadle Gallery of Illustration společnost divadelního podnikatele Thomase Germana Reeda. Hlavní role v ní ztvárnili J. A. Shaw, Emmie d'Este Finlaysonová a Thomas Whiffen. Nejvíce se však rozšířila verze, kterou připravil adaptátor řady francouzských operet Henry Brougham Farnie. Pod názvem The Rose of Auvergne, or, Spoiling the Broth měla premiéru 8. listopadu 1869 v londýnském Gaiety Theatre v podání společnosti Johna Hollingsheada; hráli Annie Tremaine, Charles Lyall a Edward Perrini. Tato verze se v anglicky mluvícím světě rozšířila nejvíce. Růže ze Saint-Flouru se však později heála v Anglii i pod jinými názvy (např. Pot Luck) a v roce 1870 ji Charing Cross Theatre představilo ve vlastním francouzském nastudování.
V New Yorku se Růže ze Saint-Flouru objevila nejprve v originále; 4. února 1863 ji představila společnost Théâtre Français ve Wood's Museum. Furtadovu adaptaci Too Many Cooks přivezla do Spojených států společnost anglické herečky Susan Galtonové; poprvé ji hrála 22. září 1868 ve Washington Hall ve Williamsburgu. Do repertoáru ji vzápětí převzala jedna z nejznámějších minstrelských skupin, Kelly and Leon's Minstrels Edwina Kellyho a Francise Leona (hrajícího Pierrette; premiéra 24. října 1870). Farnieho verze Růže z Auvergne se hrála poprvé 19. července 1875 v newyorské Robinson Hall.
V Madridu se hrála poprvé v podání kočovné francouzské divadelní společnosti 14. listopadu 1856. Jedná se o první s jistotou doložené uvedení některého Offenbachova ve Španělsku. Španělskojazyčnou verzi uvedlo roku 1873 a poté roku 1875 madridské Teatro de la Zarzuela, a to pod názvem La ventera de Fuencarral v překladu a úpravě Vicenta de Lalarmy. Pokud jde o Itáli, odkoupilo práva pro tuto zemi roku 1874 italské nakladatelství Sonzogno od francouzského Brandusova nakladatelství, ale Růži ze Saint-Flouru v italštině nevydalo a nejsou ani jiné zprávy o jejím uvedení.
Přes velmi lokální námět našla Růže ze Saint-Flouru cestu do celého světa v podání cestujících anglických a francouzských divadelních společností. Tak například roku 1879 ji Royal English Opera Company podnikatele Howarda Vernona hrála v Jokohamě (Gaiety Theatre), Hongkongu a Šanghaji. Ve francouzštině se před rokem 1890 hrála i v Riu de Janeiro. 25. prosince 1872 Růži ze Saint-Flouru – přesněji řečeno Farnieho Růži z Auvergne – slavná operetní zpěvačka Alice May poprvé představila v Sydney (Masonic Hall). Vzápětí se tato opereta hrála i na jiných místech v Austrálii a na Novém Zélandu. V roce 1878 ji na svém australsko-novozélandském turné představili i Kelly and Leon's Minstrels.

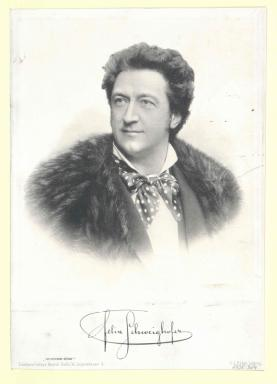
Herec a zpěvák Felix Schweighofer (1842–1912), první rakouský a český představitel Charpaillouxe v Růži ze Saint-Flouru

Růže ze Saint-Flouru je jedna z Offenbachových operet, která se prosadila mnohem více v anglofonním prostoru než ve Střední Evropě. Už do Vídně, jinak hlavního zahraničního odbytiště Offenbachových děl, dorazila se značným zpožděním (až na jedno představení 6. července 1861 při hostování souboru Bouffes-Parisiens ve vídeňském Franz-Josefs-Kai-Theater). Vídeňský divadelník a nadšený Offenbachův propagátor Friedrich Strampfer otevřel v roce 1871 vlastní divadlo (Vaudeville-Theater neboli Strampfer-Theater), kde chtěl uvádět zejména francouzský operetní repertoár. Jeho malému divadlu se však podařilo od skladatele získat provozovací práva jen na některé starší drobné kusy, které do Vídně dosud nedorazily – včetně Růže ze Saint-Flouru, která byla společně s Probdělou nocí poprvé uvedena 19. února 1872 pod názvem Die Rose von St. Flour. Tato inscenace zavdala příležitost k roztržce mezi Offenbachem a Strampferem, neboť Offenbach, přestože byl právě ve Vídni přítomen a dirigoval svá díla v jiných divadlech, odmítl dirigovat premiéru této dvojice (a tím i udělat divadlu trvale zápasícímu s deficitem potřebnou reklamu). Podle deníku Die Presse to skladatel odůvodnil nechutí dirigovat jednoaktové opery, třebas i vlastní. Růže ze Saint-Flouru – „kus drsného lidového života, navíc vyzdvižený z nejnižších vrstev“ – byla z obou kusů přijata příznivěji. V dámské úloze na sebe upozornila debutující Mathilde Löflerová, u níž kritika oceňovala, že „její zpěv a hra byly naplněny oním hrubým, triviálním humorem, který je pro tuto postavu potřebný“, líbili se i pánové Schweighofer a Adolfi a noviny zmiňovaly „velmi živou náladu“ v divadle. 2. prosince 1873 ji poprvé hrálo Národní divadlo (Nationaltheater) v Innsbrucku a 20. května 1876 Městské divadlo ve Štýrském Hradci. Již 1. května 1872 měla Růže ze Saint-Flouru premiéru v Německu, totiž v berlínském divadle Friedrich-Wilhelmstädtisches Theater, v podání slečny Meinhardtové a pánů Swobody a Leszinského; kritika ji označila za „drobnou vesnickou příhodu, která zapůsobí drastickými situacemi a výrazovou přirozeností a která obsahuje několik čistě vypracovaných čísel“. Příliš se však na německých jevištích neujala.
12. listopadu 1875 měla Růže ze Saint-Flouru premiéru v maďarském jazyce, a to v překladu Ference Toldyho (A saintfleuri rózsa) v Lidovém divadle (Népszínház) v Budapešti.
V moderní době patří Růže ze Saint-Flouru k nejopomíjenějším Offenbachovým dílům. Významným připomenutím bylo koncertní nastudování roku 1994 na Festivalu Jacquese Offenbacha v Bad Ems, které bylo zaznamenáno rozhlasem, inscenace z roku 1998 v pařížském Petit Théâtre de Naples v podání souboru Les Délassements Lyriques a inscenace na festivalu Opéra de Barie roku 2017. Roku 2018 ji společnost pod vedením offenbachovského badatele Jeana-Christopha Kecka hrála ve foyer Théâtre de l'Odéon v Marseille.

### České země
Do českých zemí se tato opereta dostala právě díky hostování Charpaillouxe z vídeňské inscenace, brněnského rodáka Felixe Schweighofera. Pro něj ji nastudovalo brněnské Městské divadlo (v budově Prozatímního divadla na Žerotínově náměstí) a hrálo ji poprvé 15. května 1872. Recenzent Tagesbote aus Mähren und Schlesien se o Růži ze Saint-Flour nevyjadřoval příznivě („Skutečné pitomosti, dvě duetové rvačky a nejrůznější hrubosti tvořily jádro tohoto zmetku, který ani z hudebního hlediska nenabízí nic, co by stálo za zmínku.“) a konstatoval, že „tato opereta by zde, a říkáme to ke cti našeho publika, byla naprosto odmítnuta, kdyby pan Schweighofer svým humorným ztělesněním Chapeillaua neměl smích na své straně.“ Přizvukoval mu i recenzent Mährischer Correspondent: „Jen skutečností, že pan Schweighofer si přál vystoupit v novince, lze omluvit, že se nkdo mohl odvážit servírovat publiku tak mizerné hudební ragú. […] Odhlédneme-li od banálních melodií a hrubé instrumentace, je celý námět této operety tak nevkusný a německému životu tak cizí, že takové nesmysly mohou chutnat jen právě zkaženému vkusu publika. V Německé říši se žádný divadelní ředitel neodváží předvádět obecenstvu takovou zhudebněnou hloupost; avšak u nás v Rakousku, kde je vkus již natolik korumpován offenbachiádami, že se snese pach této dozajista nikoli vonné růže ze Saint-Flouru, se mohou divadelní ředitele dopustit i největších hříchů, aniž by se museli bát, že bude takový nicotný kus vypískán.“ 1. srpna 1872 ji uvedlo rovněž divadlo v Teplicích s Betti Neuovovu v titulní úloze. Figurovala rovněž v plánech pražského německého divadla na zimní sezonu 1872/1873, avšak k nastudování nedošlo.

## Osoby a první obsazení
| osoba       | hlasový obor | světová premiéra (12.6.1856) | vídeňská premiéra (19.2.1872) | česká premiéra (15.5.1872) |
| ----------- | ------------ | ---------------------------- | ----------------------------- | -------------------------- |
| Pierrette   | soprán       | Hortense Schneider           | Mathilde Löfler               | Fröhlich                   |
| Marcachu    | tenor        | Étienne Pradeau              | Gustav Adolfi                 | Frinke                     |
| Chapailloux | baryton      | Charles Petit                | Felix Schweighofer            | Felix Schweighofer         |
| Dirigent:   | Dirigent:    | Jacques Offenbach            | …                             | …                          |

## Děj operety

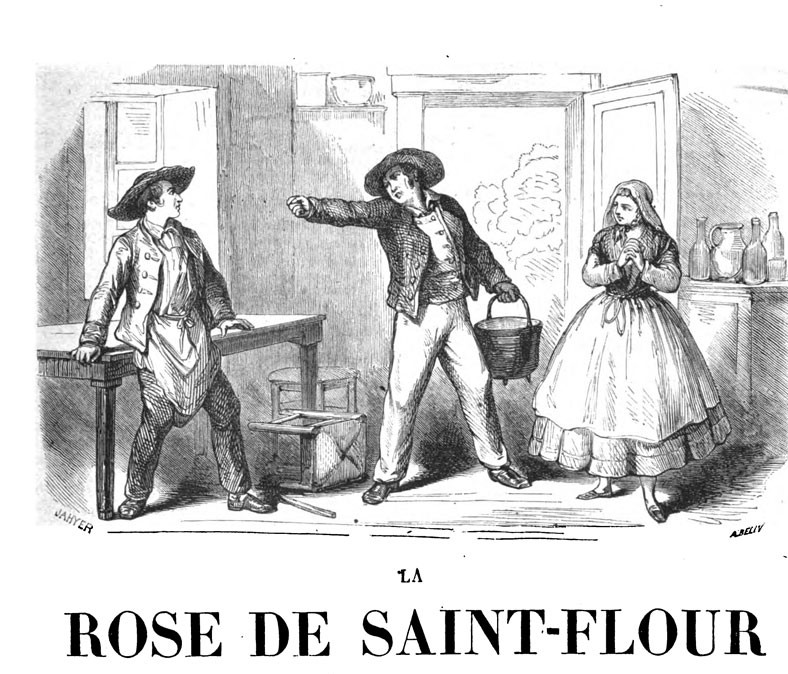
Scéna z původní inscenace operety Růže se Saint-Flouru

(Interiér hostince v Saint-Flour v Auvergne). Mladé hostinské Pierrette se právě rozbil hrnec a přitom očekává k večeři své dva stálé hosty a současně nápadníky – kotláře Marcachua a řemenáře Chapaillouxe. Každý z nich má své klady a Pierrette se mezi nimi nemůže rozhodnout (č. 1 kuplety Entre les deux amours mon cœur balanche). Teď si bude muset jít vypůjčit jiný hrnec. Kéž by měla nový, kovový, nerozbitný! A navíc je dnes svatého Petra, tedy její svátek a současně posvícení, bude i tancovačka – a ona nemá střevíce…
Sotva odejde, vkročí Marcachu. Je zklamán, že hostinskou nenachází, ale věří, že mu dá přednost před řemenářem. Přinesl jí k svátku krásný nový železný hrnec a nádavkem kytici, kterou schovává jako překvapení dovnitř. Věří, že obojím neodolatelně zapůsobí (č. 2 romance Chette marmite neuve mamjel est une preuve). Vzápětí jej v hostinci vystřídá Chapailloux: ani on nelenil a vyrobil pro Pierrette kožené střevíčky, které ji nepochybně příznivě naladí k jeho námluvám (č. 3 árie Ah! che chette maijon est triste et cholitaire… Pour les p'tits pieds). Nechává balík s dárkem na stole a vytratí se.
Pierrette se vrací s nepořízenou – teď o posvícení všichni své hrnce potřebují. S překvapením nachází nový hrnec. Hned ví, odkud se vzal, a Marcachu jí také vzápětí stojí za zády. Pierrette mu prokazuje vděčnost a přízeň, ale zdráhá se mu přislíbit manželství. Vznětlivý kotlář se jí snaží imponovat svou silou – kolik chlapům z městečka už dal za vyučenou! Pierrette to uznává, ale když se ji Marcachu snaží obejmout, dojde ke strkanici, v níž si Pierrette se silákem Marcachuem nezadá (č. 4 duet Eh! farceur! – Eh! la p'tite mère! … Quand je cogn', ch'est pour de bon!). Pak začne Pierrette připravovat polévku pro své strávníky. Pošle Marcachua pro sádlo, ale ten hlupák místo toho přinese lojové svíčky, tak musí Pierrette zaskočit na trh sama. Marcachu mezitím najde střevíce zanechané jeho sokem a žárlivě si jeden prohlíží. Když se Pierrete náhle vrací, zastrčí ho ve zmatku do koše se zeleninou. Jenže ten Pierrette vyprázdní do hrnce na polévku. Marcachu navíc z nepozornosti přidá do hrnce místo sádla svíčky, takže neštěstí je hotovo.
Chapailloux přichází na večeři, a když od Pierrette o svém dárku neslyší, nedá mu to a ptá se po střevíčcích. Teprve teď se nalezne jeho balík, ale střevíc v něm je jen jeden. To zavdá příčinu k hádce mezi nápadníky a nakonec se oba dožadují po Pierrette, aby si mezi nimi zvolila. Hostinská otázku odkládá a jde pro talíře. Hádka mezi Marcachuem a Chapaillouxem vypuká naplno, i když řemenář neskrývá svůj strach z kotlářovy prchlivosti (č. 5 duet Monsieur de Marcachu! … Ah! chaperlotte, ah! chacrebleu!).
Pierrette se vrací a mírní je polévkou, Hosté v ní s úžasem nalézají uvařené řemínky, knoty svic a dokonce květy (pozůstatky Marcachuova pugétu), přesto ji oba chválí, aby si u hostinské nepohoršili. Pierrette je spokojena a pro lepší náladu navrhuje zazpívat si veselou auvergneskou píseň (č. 6 rondeau-tercet Ah! comm' nous nous amujâmes). Povzbuzena nalévá hostům novou porci polévky a nyní nalézá zbytky střevíčku. Marcachu se snaží předstírat nevědomost, ale Pierrette se dovtípí, co se stalo, a nyní je rozhodnuta. Nikdy se neprovdá za muže, který může učinit něco tak nechutného, jako hodit její střevíc do polévky a nechat ji o posvícení tančit v dřevácích! Marcachu se rozlítí, rozbije něco nádobí a židli a odchází i se svým hrncem. Co se dá dělat, Pierrette dává svou ruku Chapaillouxovi a oba si slibují manželské štěstí.
Marcachuovi mezitím vychladla hlava; přináší novou židli, talíře i hrnec, podává řemenáři ruku k smíru pod podmínkou, že půjde za kmotra jejich prvnímu dítěti, a provází oba dva k muzice (č. 7 finále-tercet Je vous épouse et je vous tends la main… Voilà la fête qui commence… Ah! comm' nous nous amujâmes).

## Diskografie
- 1963 (rozhlasová nahrávka ORTF, nevydaná) Zpívají: (Pierrette) Janine Lindafelder, (Chapailloux) Aimé Doniat, (Marcachu) Robert Andreozzi. Orchestre Lyrique de L'ORTF řídí Jean Brébion.
- 1968 (rozhlasová nahrávka ORTF, nevydaná) Zpívají: (Pierrette) Monique Stiot, (Chapailloux) Michel Hamel, (Marcachu) Joseph Peyron. Orchestre Lyrique de L'ORTF řídí Robert Benedetti.
- 1972 (rozhlasová nahrávka ORTF, nevydaná) Zpívají: (Pierrette) Lina Dachary, (Chapailloux) Gaston Rey, (Marcachu) René Lenoty. Orchestre Lyrique de L'ORTF řídí Marcel Cariven.
- 1987 (LP BOURG BG 2016 - společně s dvouscénou Dva rybáři, výběr hudebních čísel) Zpívají: Françoise Bidault, François Salez a Jean Kriff (upravená orchestrace).
- 1994 (rozhlasová nahrávka, kompletně nevydaná, pouze tři hudební čísla na dvoj-CD "Offenbach Festival" - Capriccio 49 304) Zpívají: (Pierrette) Sabine Ritterbusch, (Chapailloux) Bernhard Schneider, (Marcachu) Stefan Vinke. WDR Rundfunkorchester Köln řídí David Pieter de Villiers (německy).